# Gmina Biszcza
Die Gmina Biszcza ist eine Landgemeinde im Powiat Biłgorajski der Woiwodschaft Lublin in Polen. Sitz ist das gleichnamige Dorf mit 1901 Einwohnern (2008).

## Gliederung
Zur Landgemeinde Biszcza gehören folgende Ortschaften mit einem Schulzenamt:
Biszcza Pierwsza, Biszcza Druga, Bukowina Pierwsza, Bukowina Druga, Budziarze, Gózd Lipiński, Wola Kulońska und Wólka Biska.
Weitere Orte der Gemeinde sind Suszka und Żary.